# Johan-Olav Botn
Johan-Olav Botn (* 18. června 1999 Stårheim) je norský biatlonista.
Biatlonu se věnuje od roku 2004. Ve světovém poháru debutoval v lednu 2024 v Oberhofu, kde ve sprintu obsadil 26. místo.
Ve své dosavadní kariéře nezvítězil ve světovém poháru v žádném individuálním ani kolektivní závodě. Jeho dosud nejlepším umístěním je třetí  místo ve sprintu z amerického Soldier Hollow při jeho teprve třetím závodě na nejvyšší úrovni.
Na nižším okruhu v IBU Cupu vyhrál deset individuálních a čtyři kolektivní závody.

## Výsledky

### Mistrovství Evropy
| Sezóna  | A  | Místo          | SP | SZ  | IZ | SŠT | SZD | Věk    |
| ------- | -- | -------------- | -- | --- | -- | --- | --- | ------ |
| 2023/24 | ME | Brezno‑Osrblie | 2. | 11. | 2. | 1.  | –   | 24 let |